# ابراهیم (آلبوم)
ابراهیم نهمین آلبوم استودیویی از خواننده ایرانی محسن چاوشی است. این آلبوم در ۱۱ شهریور ۱۳۹۷ توسط سامانه ۷۸۰ منتشر شد. آلبوم با ترانه‌های حسین صفا و نیز تنظیم‌های محسن چاوشی، فرشاد حسامی و شهاب اکبری و با نوازندگی عادل روح‌نواز، میثم مروستی و توحید نوری تهیه شد.
تعداد قطعات آلبوم در ابتدا هشت قطعه و پس از دریافت مجوز ارشاد به شش قطعه کاهش یافت؛ دو قطعه از این آلبوم در داخل ایران فقط به صورت مجازی و از سامانه ۷۸۰، بیپ‌تونز و در نسخه فیزیکیِ خارج از کشور منتشر شد.
چاوشی در این آلبوم فضاهای جدیدی را تجربه کرده‌است. ابراهیم از نظر فضای هنری متفاوت با آلبوم‌های گذشته چاوشی است.ابراهیم توانست در رقابت با آلبوم ایران من با صدای همایون شجریان و آهنگسازی سهراب پورناظری، پیروز شود و عنوان پرفروش‌ترین آلبوم موسیقی سال ۱۳۹۸ را به‌دست آورد.

## ترانه‌های آلبوم
این آلبوم در مجموع هشت ترانه دارد و ترانه‌سرای تمام قطعات آن، حسین صفا می‌باشد:
| نام ترانه                     | نام ترانه روی کاور            | آهنگساز    | سبک                        | تنظیم کننده | زمان | توضیحات                                                                                                   |
| ----------------------------- | ----------------------------- | ---------- | -------------------------- | ----------- | ---- | --- |
| «ابراهیم»                     | ببر به نام خداوندت…           | محسن چاوشی | پاپ، اپیک، ارکسترال پاپ    | محسن چاوشی  | ۴:۵۲ | - |
| «در مسافت باران (بینی سربالا» | تو در مسافت بارانی…           | محسن چاوشی | پاپ                        | شهاب اکبری  | ۳:۴۰ | این قطعه برای افراد خارج از کشور و از سمت سامانه ۷۸۰ و بیپ تونز، بدون مجوز ارشاد، برای خریداران ارسال شد! |
| «مردِ حسابی»                   | در آستانه پیری…               | محسن چاوشی | سینث پاپ، الکترونیک راک    | محسن چاوشی  | ۴:۵۱ | - |
| «نجار»                        | همراه خاک اره…                | محسن چاوشی | سافت راک، پاپ راک          | محسن چاوشی  | ۵:۲۱ | - |
| «آرزو (سبابه)»                | لطفاً به بند اول سبابه ات بگو… | محسن چاوشی | پاپ                        | فرشاد حسامی | ۵:۳۱ | - |
| «مداد قرمز»                   | ای ماه مهر…                   | محسن چاوشی | پاپ، پاپ راک، پراگرسیو راک | فرشاد حسامی | ۶:۲۳ | - |
| «گاو، اسب، انسان»             | ما بزرگ و نادانیم…            | محسن چاوشی | پاپ راک، سافت راک          | محسن چاوشی  | ۴:۴۴ | این قطعه برای افراد خارج از کشور و از سمت سامانه ۷۸۰ و بیپ تونز، بدون مجوز ارشاد، برای خریداران ارسال شد! |
| «جهانِ فاسد»                   | جهان فاسد مردم را…            | محسن چاوشی | پاپ                        | شهاب اکبری  | ۳:۳۴ | - |

## تیم تولید آلبوم
- آهنگساز: محسن چاوشی
- تنظیم‌کنندگان: محسن چاوشی، فرشاد حسامی، شهاب اکبری
- ترانه‌سرا: حسین صفا (از کتاب‌های "منجنیق" و "این دست بی‌صدا")
- نوازندگان:
- گیتار الکتریک: عادل روحنواز
- پیانو: توحید نوری
- ویولن: میثم مروستی
- سه تار: میثم مروستی
- تهیه‌کننده: هادی حسینی
- مدیر اجرایی: مهدی معزی
- مدیر هماهنگی و برنامه: ابوالفضل افشاری
- طراح گرافیک: محسن عسگری
- استودیو ضبط: استودیو شخصی محسن چاوشی

## انتشار
آلبوم ابراهیم از تاریخ ۲ آبان ۱۳۹۶ تا مرداد ۱۳۹۷ در صف دریافت مجوز از سوی وزارت فرهنگ و ارشاد اسلامی قرار داشت و پس از گذشت ۹ ماه در تاریخ ۱۷ مرداد ۱۳۹۷ محسن چاوشی با انتشار متنی در صفحهٔ شخصی خود توجه هنرمندان و مردم را به خود جلب کرد:
با سلام.
در ابتدای فعالیتم بعد از شش سال تلاش برای دریافت مجوز و فعالیت به صورت رسمی در چهارچوب معیّن همیشه تلاش کرده‌ام در اصول و قوانین حالا یا موافق یا بعضاً مخالف سلایق شخصی‌ام جهت احترام قدم بردارم اما حالا…
«من از مفصل این نکته مجملی گفتم»
«تو خود حدیث مفصل بخوان ازین مجمل»
نظر به پیگیری‌های مکرر تهیه‌کننده و مدیر اجرایی آلبوم «ابراهیم» تا این لحظه موفق به دریافت مجوزات از وزارت محترم فرهنگ و ارشاد اسلامی نشدیم.
با توجه به وقفه طولانی مدت و احترام به مخاطبینم و جهت دل گرمی این روزهای سخت به اتفاق تهیه‌کننده تصمیم به انتشار آلبوم در مرداد ماه گرفتیم.
بدیهی است که تا تاریخ ۲۰ مرداد ماه مثل ۹ ماه پیش منتظر می‌مانیم در غیر اینصورت با احترام تقدیم خواهد شد.
شایان ذکر است آلبوم دارای کپی رایت بین‌المللی است و قوانین حق و حقوق مؤلفین و مصنفین رعایت خواهد شد.
من غریبم و غریب را کاروانسرا لایق است…
— محسن چاوشی

ساعتی بعد با انتشار کامنتی در پیج یکی از دوستانش (ابوالفضل افشاری) با این مضمون شائبه مهاجرتش از ایران را داد: 
وقتی خونه ت کوچیک شد عوضش کن، وقتی محله ات خستت کرد عوضش کن، وقتی شهر، کشورت خفه ت کرد عوضش کن
تصور عمومی بر این است که آلبوم دارای محتوای سیاسی و اعتراضی بوده و به همین علت مجوز نگرفته، اما پس از گذشت دو روز محمدعلی بهمنی، رئیس شورای سانسور دفتر موسیقی، در مصاحبه ای اعلام کرد که اشعار آلبوم ابراهیم مشکل عریانی دارد نه مشکل سیاسی!
بهمنی در پاسخ به این پرسش که مشکل ترانه‌های آلبوم «ابراهیم» چیست؟ گفت: چند واژه در این ترانه‌ها مشکل عریانی دارد، مانند «آغوش» که ممنوع است. از این کلمات در این ترانه‌ها وجود داشت، اما تا جایی که به‌خاطر دارم، کلمات سیاسی نبوده‌است.
در تاریخ ۲۴ مرداد ۱۳۹۷، محسن چاوشی در پست دیگری خبر از دریافت مجوز برای این آلبوم داد.
علی ترابی مدیر کل دفتر موسیقی وزارت فرهنگ و ارشاد اسلامی دوشنبه ۲۲ مرداد در حاشیه برگزاری نشست رسانه ای جشنواره موسیقی فجر گفت: روز گذشته نامه ای برای اولین بار به دست ما رسید که مبنای آن تقاضای بازبینی در اشعار این آلبوم شده بود این در حالی است که تاکنون هیچ موسیقی پیرامون این آلبوم به دست ما نرسیده‌است. البته ما در این مدت با آقای چاوشی نشستیم و با هم بستنی خوردیم و در یک شرایط دوستانه با هم حرف زدیم. من در این فضا بر اساس مسئولیت خودم ۳ قطعه ای را که اصلاحیه خورده مجوز دادم و ۲ قطعه دیگر نیز اصلاحاتی دارند که باید دربارهٔ آن اقدام‌های لازم انجام شود.
پیش فروش آلبوم از تاریخ ۲۶ مرداد به شیوه‌ای نو یعنی به صورت اینترنتی و USSD و به ۴ صورت دیجیتالی، فیزیکی، دیجی پک، و VIP آغاز شد.
سید هادی حسینی (تهیه کنندهٔ آلبوم) در ابتدا تاریخ انتشار آلبوم را ۵ شهریور ۱۳۹۷ اعلام کرد،
اما در تاریخ ۴ شهریور اعلام شد که نظر به ایجاد مشکلاتی غیرمنتظره در چاپ و توزیع نسخه‌های مختلف آلبوم «ابراهیم» ، انتشار آن و توزیع تمام نسخه‌ها به ۱۱ شهریور موکول شد.
هادی حسینی در ۸ شهریور در یکی از صفحات هواداری محسن چاوشی اعلام کرد: آلبوم را کامل (۸ قطعه) می‌شنوید.
اما در تاریخ ۱۰ شهریور (روز قبل انتشار آلبوم) همشهری جوان در شماره ۶۶۵ هفته‌نامه خود، مصاحبه ای با شهاب اکبری و فرشاد حسامی (تنظیم کنندگان آلبوم) انجام داد؛ در این هفته‌نامه اسامی ترانه‌های آلبوم به همراه توضیحات مختصری پیرامون آن‌ها انتشار یافته بود؛ نکته جالب توجه آن بود که این هفته نامه، آلبوم ابراهیم را دارای ۶ قطعه اعلام کرده بود نه ۸ قطعه!
برخی اخبار غیر موثق اعلام کرده‌اند که دو قطعه از این آلبوم ممکن است به صورت غیررسمی در سایت‌های مرجع مانند iTunes Store و گوگل پلی منتشر شوند.
سرانجام؛ این آلبوم در موعد مقرر، ۱۱ شهریور ۹۷ از طریق سامانه ۷۸۰ و بیپ تیونز منتشر و برای خریداران ارسال گردید.
سامانه بیپ‌تونز ابتدا ۶ قطعه منتشر و ۲ قطعه خارج از آلبوم رسمی (نسخه فیزیکی) را با تأخیر بر روی وبگاه خود بارگذاری کرد، سامانه ۷۸۰ نیز با دو ساعت تأخیر ۸ قطعه آلبوم را برای خریداران ارسال کرد!
محسن چاوشی نیز دو قطعه ای که موفق به گرفتن مجوز نشده بودند را به صورت رایگان در کانال تلگرامی خود قرار داد. که پس از گذشت چند ساعت پاک شدند
اما روز بعد انتشار، یعنی ۱۲ شهریور، کسانی که آلبوم را به صورت VIP خریداری کرده بودند، پی بردند که در داخل CD هشت قطعه ریلیز شده‌است! و دو قطعه ای که مجوز نداشتند به صورت Bonus Track منتشر شده بودند!
روز ۱۳ شهریور، محسن چاوشی در صفحهٔ اینستاگرامی خود، در جواب کامنت هادی حسینی که گفته بود: «باید تو آلبوم از پوکساید و زاناکس تشکر ویژه می‌کردی که ما را در تهیه این آلبوم یاری نمودند.» گفت:
این آلبوم که نشد، فکر کنم آلبوم بعدی هم نشه، چون آلبومی در کار نیست و مجوزی…

## بازخورد
به گفتهٔ فارس این آلبوم اثری سراسر معترض توأم با غمی در لابه‌لای واژگان است.

## فروش
ابراهیم در روز نخست انتشار خود، رکورد فروش موسیقی دیجیتال در روز نخست انتشار را شکست؛ ابراهیم پرفروش‌ترین آلبوم در روز نخستِ انتشار در ایران است.
همچنین آلبوم ابراهیم توانست عنوان پرفروش‌ترین آلبوم موسیقی در سال ۱۳۹۷ را بدست آورد.